# Wučchangské povstání
Wučchangské povstání (čínsky v českém přepisu Wu-čchang čchi-i, pchin-jinem Wǔchāng qǐyì, znaky 武昌起义) bylo úspěšné protimandžuské povstání, které se odehrálo 10. října v roce 1911 ve Wu-čchangu (dnes součást Wu-chanu v provincii Chu-pej). Povstání bylo začátkem Sinchajské revoluce a také začátkem definitivního pádu mandžuské dynastie Čching. Po úspěšném povstání byl dne 29. prosince 1911 zvolen za dočasného prezidenta Čínské republiky Sunjatsen a 1. ledna v roce 1912 byla oficiálně vyhlášena Čínská republika. 12. února téhož roku abdikoval císař Pchu-i. Wučchangským povstáním a následně Sin-chajskou revolucí začala v Číně nová éra.

## Co předcházelo

### Stav v Číně
Vliv pekingské vlády od konce 19. století v Číně klesal. Důvodem byl mimo jiné i fakt, že v roce 1908 se císařem stal pouze dvouletý chlapec Pchu-i. Místo něj vládli regenti, kteří byli slabí a bez autority. Na druhé straně však stále více rostla autorita místních vládců v jednotlivých provinciích. Po porážce v boji proti Japonsku a po boxerském povstání se vládnoucí dynastie Čching rozhodla reformovat armádu a vytvořila takzvanou Novou armádu. Na tehdejší poměry byla skutečně modernizována a byla organizována i vyzbrojena podle evropského vzoru. Po sérií neúspěšných povstání na jihu země v letech 1906–1911 se mandžuská vláda v Pekingu rozhodla v roce 1911 do daných oblastí vyslat tuto armádu, aby obnovila pořádek v zemi. Město Wu-čchang, dnes součást Wu-chanu, tehdy patřilo k Trojměstí ležícímu na pravém břehu Dlouhé řeky. V té době to bylo centrum vojenského průmyslu a právě z tohoto důvodu se zde začaly vyrábět zbraně a vojenské vybavení pro Novou armádu. Sunjatsenovy revoluční myšlenky však ovlivnily i mnoho vojáků Nové Armády a mnoho z nich se přidalo k revolučním organizacím.

### Hnutí na ochranu železnic
Odpor proti Mandžuska nadvládě byl také důsledkem znárodnění železnic v roce 1911. Centrální vláda tak učinila pod nátlakem západních mocností, které si chtěli tímto způsobem zajistit smlouvy o výstavbě železnic. Obzvláště se to projevilo v provincii S’-čchuan, kde do projektu rozvoje železnic investovala místní elita, která nechtěla, aby z tohoto projektu profitovala centrální vláda a mocnosti. Klíčovou roli sehrálo Hnutí na ochranu železnic. Jeho hlavním cílem bylo zajistit, aby železnice mezi S’-čchuanem a Chan-kchou zůstala v soukromém vlastnictví a nebyla znárodněna. Dne 24. srpna 1911 se rozhodli ve městě Čcheng-tu uspořádat stávky obchodníků a studentů. Pod nátlakem centrální vlády byly 7. září 1911 krvavě potlačeny. Tato událost bývá historicky označována jako masakr v Čcheng-tu. Snaha dynastie Čching o vojenské potlačení odporu se však obrátila proti ní a vyvrcholila povstáním ve Wu-čchangu.

### Čínská aliance
V roce 1905 sjednotil Sunjatsen několik protimandžuských organizací do jedné pod názvem Čínská aliance se sídlem v Japonsku. Společnost měla charakter moderní politické strany a považuje se za předchůdkyni Kuomintangu.
Známý je Manifest sjednocené ligy, jehož programová část obsahovala čtyři hlavní body:
1. Vyhnání Mandžuů: Bod poukazuje na to, že Mandžuové si Čínu podrobili násilím a Číňany zotročili. Proto má být cílem vlastenců navrátit Čínu Číňanům. Mandžuům, kteří se vzdají dobrovolně, má být poskytnuta amnestie.
2. Obnova čínské samostatnosti: Vláda musí být v rukou Číňanů. Po vyhnání Mandžuů je třeba obnovit národní stát.
3. Zřízení republiky: Cílem revoluce je vytvořit republikánskou vládu. Všichni občané si budou rovni a mají právo se účastnit řízení státu. Prezident i parlament budou voleni všemi občany. Parlament pak vypracuje ústavu, která bude závazná pro všechny občany. Kdo by se odvážil prohlásit se za císaře, stane se nepřítelem celé země.
4. Narovnání práva na půdu: V tomto bodě se Sunjatsen zabývá reorganizací systému na rozdělování půdy a hovoří o vytvoření sociálního státu.[3]

Realizace těchto bodů měla probíhat postupně ve třech etapách. První měla být etapa vojenské armády, druhou etapa prozatímní ústavy a nakonec mělo následovat prohlášení řádné ústavy. Manifest ve své podstatě vycházel z tří lidových principů, které vypracoval doktor Sunjatsen a jsou jimi nacionalismus, demokracie a lidové blaho.
Během let 1906 až 1911 uspořádala Čínská aliance sérii neúspěšných protimandžuských povstání hlavně na jihu země. Postupně se její vliv dostával i více na sever. Byla zřízena pobočka v Šanghaji a vliv Čínské aliance se rozšířil i do několika posádek mandžuské armády, především do nově zřízené Nové hubejské armády.

## Povstání
Nová armáda byla primárně vyslána do S’-čchuanu, aby potlačila vzpouru, kterou zapříčinil masakr v Čcheng-tu. Jelikož Čínská aliance měla v této armádě určitý vliv a hrozilo odvelení části Nové hubejské armády, se kterou ve Wu-čchangu spolupracovala, rozhodli se revolucionáři využít situace a začali s intenzivními přípravami dalšího protimandžuského povstání. Začátek byl plánován na konec října, ale večer 9. října v důsledku neopatrnosti vybuchla v jednom ze skladů v ruské koncesi uskladněná munice. Při vyšetřování výbuchu policie odhalila připravované povstání a do rukou úřadů se dostaly i jmenovité seznamy členů revolučních organizací. Ve Wu-čchangu začalo zatýkání a došlo i k prvním popravám. Povstalci tak zůstali bez vůdců a jako jedinou naději na záchranu viděli možnost začít povstání předčasně.
Akce se zúčastnilo přibližně 300 členů Nové armády. Vzbouřenci zabili své důstojníky a zmocnili se zbrojnice, kde byla uschována výzbroj a munice pro armádu celé provincie. K povstání se rychle přidávaly i další jednotky Nové armády ve Wu-čchangu. Jediný větší boj se odehrál při sídle generálního guvernéra Žuej-Čchenga, který sem soustředil většinu vojsk věrných mandžuské vládě. Po celonočním boji se revolucionářem podařilo sídlo dobýt. Žuej-čcheng spolu s ostatními vysokými provinčními úředníky utekl. Tím byl zlomený hlavní odpor a povstalci se tak do 12 hodin od začátku povstání zmocnili celého města. Jelikož bylo nutné urychleně vytvořit revoluční vládu, vůdcové povstání se rozhodli svolat shromáždění zástupců členů chupejských revolučních organizací a některých předních osobností. Za vůdce prvních revolucionářů si zvolili Li Jüan-Chunga, vojenského velitele, který dosud kontroloval Trojměstí Wu-chan. (Sunjatsen se v té době ještě nacházel v USA.)
Některé zdroje uvádějí, že po počáteční revoltě, která vypukla 10. října ve Wu-čchangu, se vytvořily skupinky Chanů, nazývané kan-s’-tuej (čínsky pchin-jinem gǎnsǐduì, znaky 敢死队), které chodily ulicemi Wu-čchang a provolávali hesla jako Zabijte mandžuské úředníky (čínsky znaky 杀戮 满 官 旗人), vyhlaďte ne-Chany (čínsky znaky 杀尽 胡 儿), Oživte Chany, vyhlaďte Mandžuy (čínsky znaky 兴 汉 灭 满). Členové těchto skupin, mezi které patřily i členové tajných společností a chanské milice, přes den i v noci chodili po městě a vraždili mandžuské obyvatele. Dá se říci, že šlo o jakousi rasovou pomstu. O těchto událostech se v Čínské lidové republice dnes mluví velmi málo. Když se zmiňuje revoluce z roku 1911, klade se důraz především na zahraniční imperialismus a probuzení čínského nacionalismu.

## Výsledky
Přestože povstání nebylo ještě do detailu připravené, bylo na rozdíl od těch předešlých úspěšné. Zpráva o úspěšném povstání se rychle rozšířila a jednotlivé jižní provincie začaly postupně deklarovat nezávislost na mandžuském dvoře. Jejich představitelé se sešli v listopadu v roce 1911 v Nankingu, kde sestavili dočasné Národní shromáždění, které formulovalo požadavek na abdikaci císaře a prohlášení republiky. Mandžuský dvůr požádal o pomoc Jüana Š’-kchaje, který se však přidal na stranu revolucionářů poté, co mu bylo přislíbeno prezidentské křeslo. Funkci dočasného prezidenta dosud zastával Sunjatsen. Juen Š'kchaj na toto místo nastoupil 3. února v roce 1912.
Wu-čchangské povstání tedy začalo proces, který vyvrcholil 1. ledna 1912 prohlášením Čínské republiky a 12. února téhož roku abdikací císaře. Protože se tento proces odehrával z větší části v cyklickém roce lunárního kalendáře zvaného Sin-chaj, dostal název Sinchajská revoluce.
Na Tchaj-wanu se 10. říjen, den vpočátku povstání, dodnes slaví jako státní svátek Čínské republiky s názvem Svátek dvou desítek. 1. leden roku 1912 byl ustanoven i jako první den prvního roku Republiky a na Tchaj-wanu se letopočet dodnes počítá od tohoto data.